# Покальчук, Иван Михайлович
Иван Михайлович Покальчук (1906, село Тепеница, Волынская губерния — 22 июня 1944, Ленинградская область) — командир орудия артиллерийской батареи 381-го стрелкового полка 109-й стрелковой дивизии 21-й армии Ленинградского фронта, сержант. Герой Советского Союза.

## Биография
Родился в 1906 году в селе Тепеница (ныне — Олевского района Житомирской области) в крестьянской семье. Украинец. Член ВКП(б) с 1936 года. Окончил начальную сельскую школу. Работал председателем колхоза, председателем сельсовета. В боях Великой Отечественной войны с июля 1941 года добровольцем на Ленинградском фронте.
Зимой 1944 года ударами советских войск была сокрушена сильнейшая оборона гитлеровцев, так называемое «стальное кольцо» блокады Ленинграда. Приближалось четвёртое военное лето, а на Карельском перешейке фашистская армия все ещё стояла в 25 километрах от северных ворот города Ленина.
К лету советское командование создало ударную группировку войск на Карельском перешейке. 10 июня 1944 года по врагу был нанесён мощный удар. Свыше двух часов артиллерия разрушала многочисленные оборонительные сооружения. Авиация провела массированные удары по укреплённым позициям противника. На участке прорыва 21-й армии было уничтожено 270 дотов, дзотов, бетонированных блиндажей и других сооружений врага.
Вслед за огневым валом в атаку двинулись пехота и танки. Батальон, в котором воевал сержант И. М. Покальчук, успешно атаковал передний край врага, овладел первой позицией. Но остатки фашистов, заняв отсечную позицию, преградили путь атакующей пехоте. Тогда командир роты поставил задачу — подавить огневые точки противника. И. М. Покальчук перекатил орудие на левый фланг роты и метким огнём уничтожил два пулемёта. Потом выдвинул орудие вперёд к разрушенному дзоту и накрыл огнём ещё два пулеметных гнезда. Рота овладела отсечённой позицией, и путь батальону для атаки второго рубежа был расчищен.
При атаке второй позиции неожиданно «заговорил» один из уцелевших пулемётов. Рота залегла. Оценив обстановку, сержант И. М. Покальчук перекатил орудие на участок соседней роты и со второго выстрела уничтожил пулемётную точку, располагавшуюся за небольшим «гребешком». Оставив орудие на позиции, командир орудия выполз вперёд, добрался до «гребешка», где только что был уничтожен пулемёт врага. Перед ним открылось расположение ещё трёх огневых точек. Взмахом руки он подал расчёту команду: «Вперед!», укрыл орудие за «гребешком» и поразил все три огневые точки. Батальон атаковал неприятельские позиции и овладел ими.
В бою за главную полосу обороны противника И. М. Покальчук своим орудием уничтожил и подавил более десяти огневых точек врага. Мастер артиллерийского огня в предельно короткие секунды выполнял комплекс операций — командовал орудийным расчётом, измерял расстояние, корректировал огонь, следил за полем боя и принимал решения на перенос огня по другой цели.
Бой за вторую оборонительную полосу носил ещё более ожесточённый характер. Здесь сосредоточились свежие войска противника. К тому же, после удара артиллерии и авиации, осталось много уцелевших огневых точек. Сержант И. М. Покальчук и здесь был, как говорится, на острие боевых действий батальона. Его снайперский огонь обеспечивал успех пехоты.
19 июня 1944 года на плечах отходящих фашистов советские войска ворвались в Выборгский укреплённый район. Противник яростно сопротивлялся. В этой схватке И. М. Покальчук был ранен, но не покинул поля боя, продолжал разить врага.
Когда на участке 3-й роты противник открыл огонь по боевым порядкам, И. М. Покальчук выдвинул орудие вперёд к камню-валуну, вступил в единоборство с орудием врага, снайперским огнём поразил его и обеспечил продвижение пехоты вперёд. Но в этом поединке вторично получил ранение. Выборг был взят. Москва салютовала отважным воинам Ленинградского фронта, одним из которых был отважный артиллерист И. М. Покальчук.
22 июня 1944 года сержант Иван Михайлович Покальчук скончался от полученных ранений. Похоронен в посёлке Петровка Выборгского района Ленинградской области.
Указом Президиума Верховного Совета СССР от 21 июля 1944 года за геройский подвиг, отвагу и мужество, проявленные в боях на Карельском перешейке, сержанту Ивану Михайловичу Покальчуку посмертно присвоено звание Героя Советского Союза.
Награждён орденом Ленина, медалью.
Именем Героя названа улица в Олевске.